# سیارک ۴۷۶۲

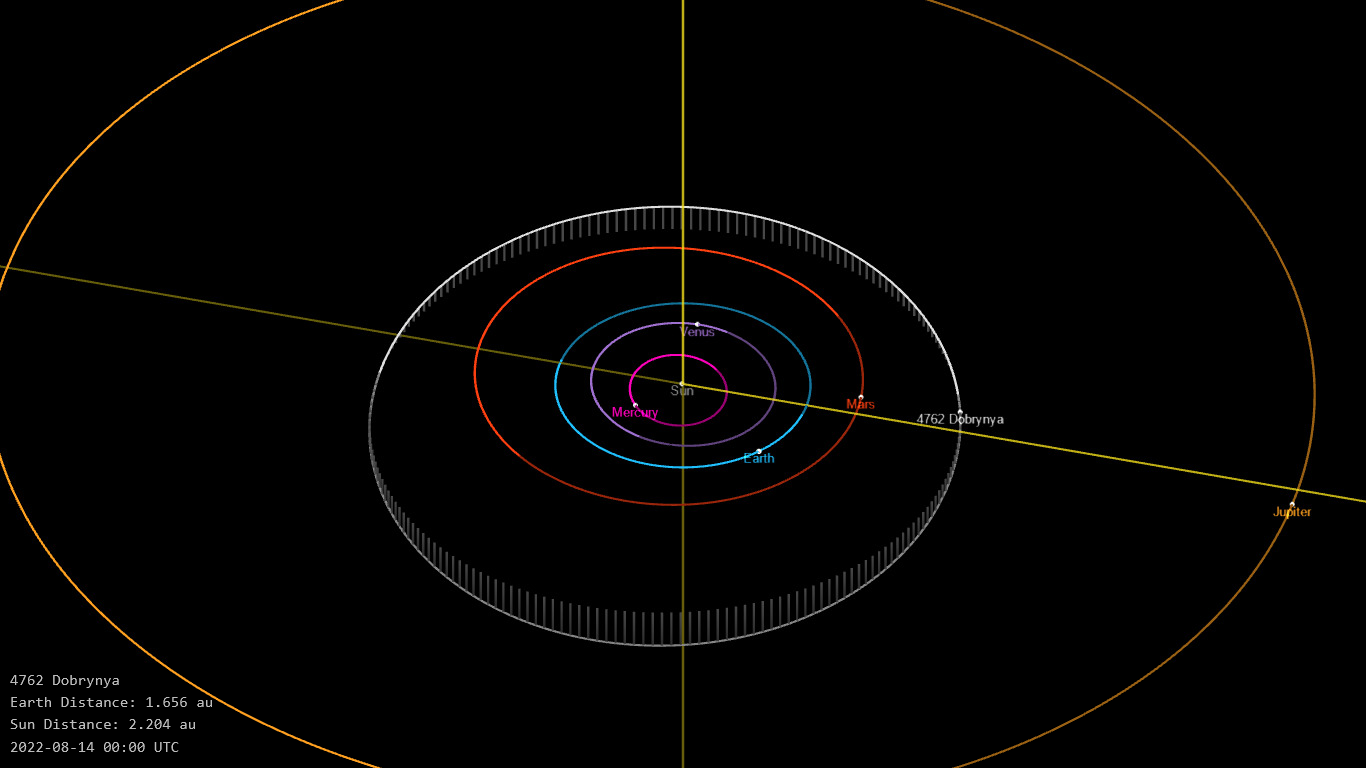
دوبریانا ۴۷۶۲

سیارک ۴۷۶۲ (به انگلیسی: 4762 Dobrynya، نامگذاری:1982SC6) چهار هزار و هفتصد و شصت و دومین سیارک کشف شده‌است که در ۱۶ سپتامبر ۱۹۸۲ کشف شد.
قدر مطلق سیارک برابر ۱۳٫۵۰ است.